# NASCAR Nextel Cup Series 2005

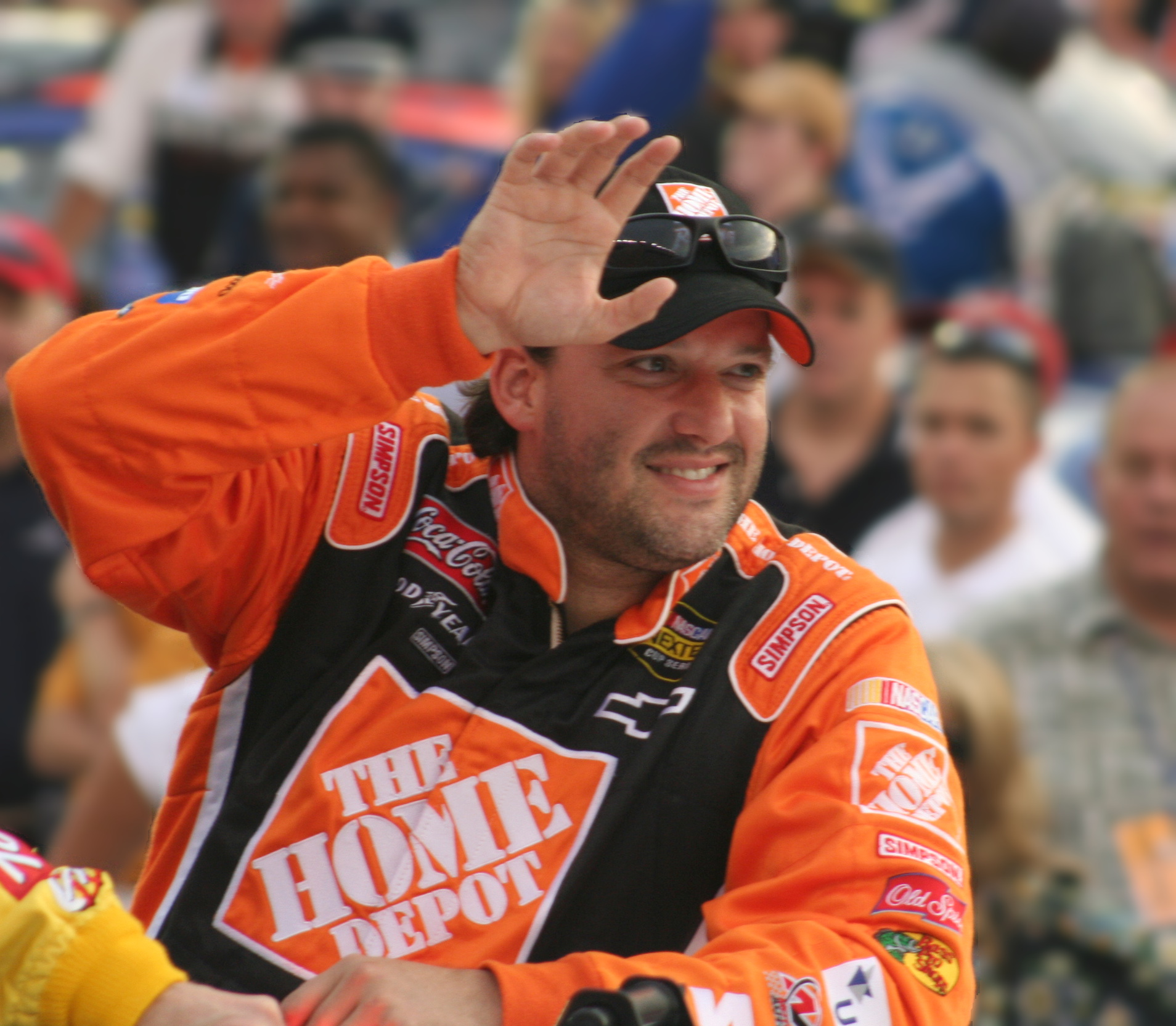
Tony Stewart (nel 2015) campione nella stagione 2005.

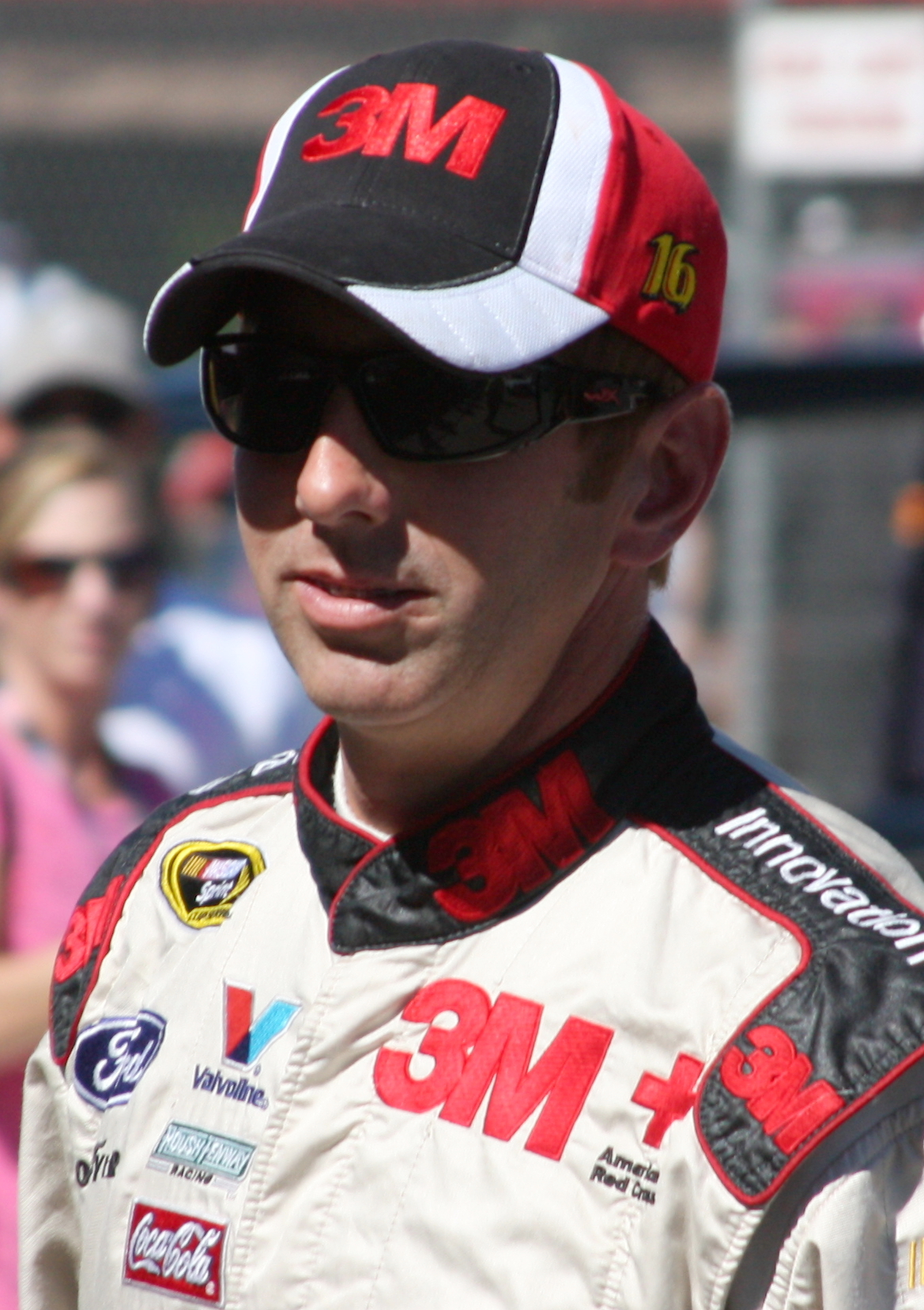
Greg Biffle è arrivato secondo dietro a Stewart di 35 punti.

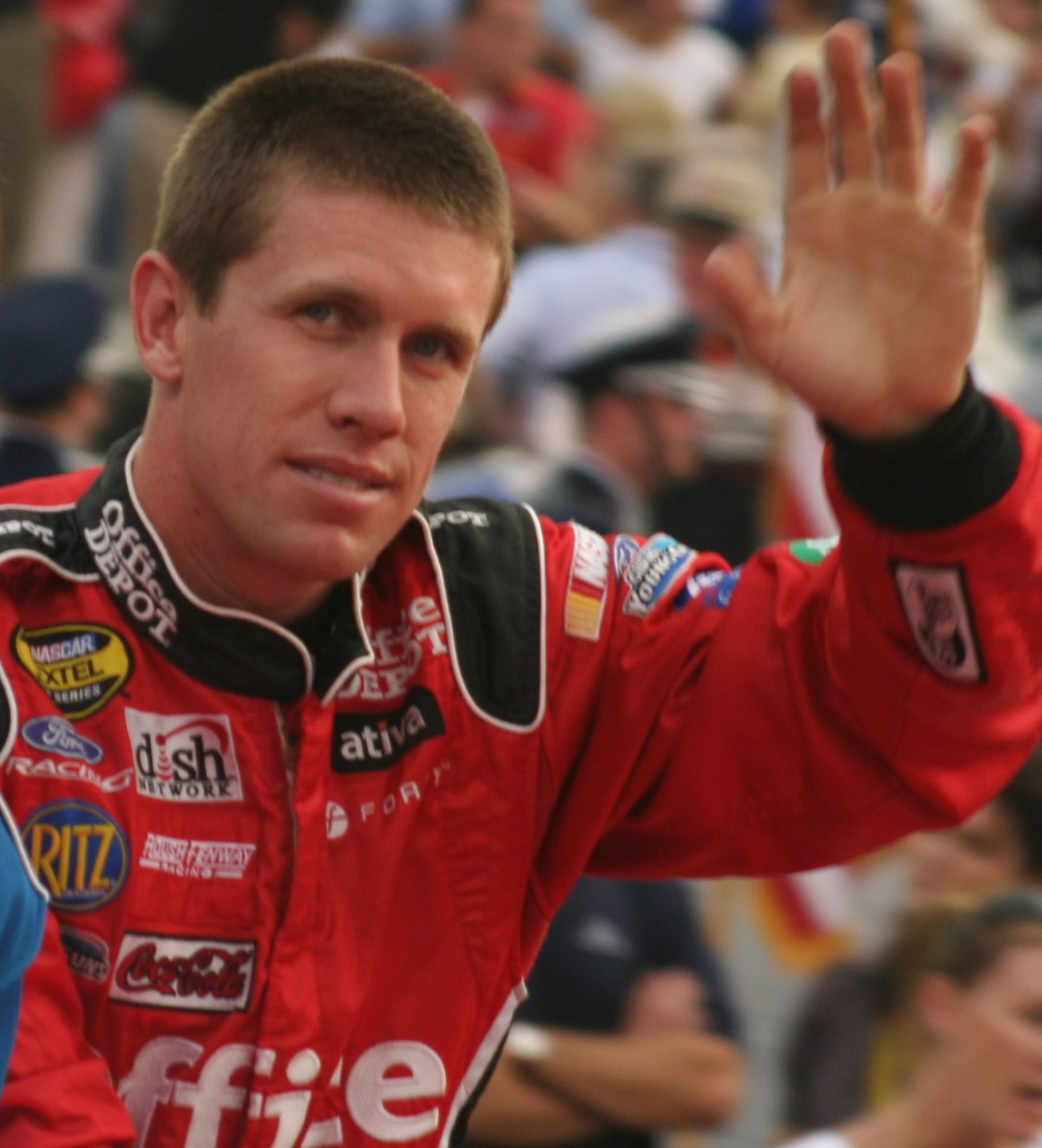
Carl Edwards è arrivato terzo in campionato.

La NASCAR Nextel Cup Series 2005 è stata la 57ª edizione del campionato professionale di stock car. Il campionato è cominciato il 19 febbraio con lo Daytona 500 per concludersi il 20 novembre con la Ford 400. Il campione in carica era Kurt Busch mentre la Chevrolet era il campione costruttori.

## Team e piloti

### Programma completo
| Auto      | Team                                   | No. | Piloti                 | Capo squadra                                    |
| --------- | -------------------------------------- | --- | ---------------------- | ----------------------------------------------- |
| Chevrolet | Dale Earnhardt, Inc.                   | 8   | Dale Earnhardt Jr.     | Pete Rondeau 11 Steve Hmiel 15 Tony Eury Jr. 10 |
| Chevrolet | Dale Earnhardt, Inc.                   | 15  | Michael Waltrip        | Tony Eury Jr. 26 Tony Gibson 10                 |
| Chevrolet | Front Row Motorsports                  | 92  | Stanton Barrett (R) 12 | Fred Wanke                                      |
| Chevrolet | Front Row Motorsports                  | 92  | Tony Raines 3          | Fred Wanke                                      |
| Chevrolet | Front Row Motorsports                  | 92  | Hermie Sadler 8        | Fred Wanke                                      |
| Chevrolet | Front Row Motorsports                  | 92  | Eric McClure (R) 2     | Fred Wanke                                      |
| Chevrolet | Front Row Motorsports                  | 92  | Kenny Wallace 1        | Fred Wanke                                      |
| Chevrolet | Front Row Motorsports                  | 92  | Johnny Miller 1        | Fred Wanke                                      |
| Chevrolet | Front Row Motorsports                  | 92  | Joey McCarthy 1        | Fred Wanke                                      |
| Chevrolet | Front Row Motorsports                  | 92  | Mike Skinner 1         | Fred Wanke                                      |
| Chevrolet | Front Row Motorsports                  | 92  | P. J. Jones 4          | Fred Wanke                                      |
| Chevrolet | Front Row Motorsports                  | 92  | Chad Chaffin 3         | Fred Wanke                                      |
| Chevrolet | Haas CNC Racing                        | 0   | Mike Bliss             | Bootie Barker                                   |
| Chevrolet | Hendrick Motorsports                   | 5   | Kyle Busch (R)         | Alan Gustafson                                  |
| Chevrolet | Hendrick Motorsports                   | 24  | Jeff Gordon            | Robbie Loomis 26 Steve Letarte 10               |
| Chevrolet | Hendrick Motorsports                   | 25  | Brian Vickers          | Lance McGrew                                    |
| Chevrolet | Hendrick Motorsports                   | 48  | Jimmie Johnson         | Chad Knaus                                      |
| Chevrolet | Joe Gibbs Racing                       | 11  | Jason Leffler 20       | Dave Rogers 11 Mike Ford 25                     |
| Chevrolet | Joe Gibbs Racing                       | 11  | Terry Labonte 5        | Dave Rogers 11 Mike Ford 25                     |
| Chevrolet | Joe Gibbs Racing                       | 11  | J. J. Yeley 4          | Dave Rogers 11 Mike Ford 25                     |
| Chevrolet | Joe Gibbs Racing                       | 11  | Denny Hamlin 7         | Dave Rogers 11 Mike Ford 25                     |
| Chevrolet | Joe Gibbs Racing                       | 18  | Bobby Labonte          | Steve Addington                                 |
| Chevrolet | Joe Gibbs Racing                       | 20  | Tony Stewart           | Greg Zipadelli                                  |
| Chevrolet | MB2 Motorsports                        | 01  | Joe Nemechek           | Ryan Pemberton                                  |
| Chevrolet | MBV Motorsports                        | 10  | Scott Riggs            | Doug Randolph                                   |
| Chevrolet | Morgan-McClure Motorsports             | 4   | Mike Wallace 31        | Chris Carrier                                   |
| Chevrolet | Morgan-McClure Motorsports             | 4   | P. J. Jones 2          | Chris Carrier                                   |
| Chevrolet | Morgan-McClure Motorsports             | 4   | John Andretti 2        | Chris Carrier                                   |
| Chevrolet | Morgan-McClure Motorsports             | 4   | Todd Bodine 1          | Chris Carrier                                   |
| Chevrolet | PPI Motorsports                        | 32  | Bobby Hamilton Jr. 34  | Harold Holly                                    |
| Chevrolet | PPI Motorsports                        | 32  | Ron Fellows 2          | Harold Holly                                    |
| Chevrolet | Richard Childress Racing               | 07  | Dave Blaney            | Phillipe Lopez                                  |
| Chevrolet | Richard Childress Racing               | 29  | Kevin Harvick          | Todd Berrier                                    |
| Chevrolet | Richard Childress Racing               | 31  | Jeff Burton            | Kevin Hamlin                                    |
| Chevrolet | Robby Gordon Motorsports               | 7   | Robby Gordon           | Bob Temple                                      |
| Dodge     | BAM Racing                             | 49  | Ken Schrader           | David Hyder                                     |
| Dodge     | Bill Davis Racing                      | 22  | Scott Wimmer           | Derrick Finley                                  |
| Dodge     | Chip Ganassi Racing with Felix Sabates | 40  | Sterling Marlin 35     | Steve Boyer                                     |
| Dodge     | Chip Ganassi Racing with Felix Sabates | 40  | Scott Pruett 1         | Steve Boyer                                     |
| Dodge     | Chip Ganassi Racing with Felix Sabates | 41  | Casey Mears            | Jimmy Elledge                                   |
| Dodge     | Chip Ganassi Racing with Felix Sabates | 42  | Jamie McMurray         | Donnie Wingo                                    |
| Dodge     | Evernham Motorsports                   | 9   | Kasey Kahne            | Tommy Baldwin Jr.                               |
| Dodge     | Evernham Motorsports                   | 19  | Jeremy Mayfield        | Kenny Francis                                   |
| Dodge     | Penske-Jasper Racing                   | 2   | Rusty Wallace          | Larry Carter                                    |
| Dodge     | Penske-Jasper Racing                   | 12  | Ryan Newman            | Matt Borland                                    |
| Dodge     | Penske-Jasper Racing                   | 77  | Travis Kvapil (R)      | Shane Wilson                                    |
| Dodge     | Petty Enterprises                      | 43  | Jeff Green             | Greg Steadman                                   |
| Dodge     | Petty Enterprises                      | 45  | Kyle Petty             | Paul Andrews                                    |
| Dodge     | R&J Racing                             | 37  | Kevin Lepage 21        | Billy Poindexter                                |
| Dodge     | R&J Racing                             | 37  | Anthony Lazzaro 1      | Billy Poindexter                                |
| Dodge     | R&J Racing                             | 37  | Tony Raines 8          | Billy Poindexter                                |
| Dodge     | R&J Racing                             | 37  | Mike Garvey 1          | Billy Poindexter                                |
| Dodge     | R&J Racing                             | 37  | Jimmy Spencer 1        | Billy Poindexter                                |
| Dodge     | R&J Racing                             | 37  | Mike Skinner 4         | Billy Poindexter                                |
| Ford      | Peak Fitness Racing                    | 66  | Hermie Sadler 14       | James Ince                                      |
| Ford      | Peak Fitness Racing                    | 66  | Mike Garvey 11         | James Ince                                      |
| Ford      | Peak Fitness Racing                    | 66  | Johnny Borneman III 1  | James Ince                                      |
| Ford      | Peak Fitness Racing                    | 66  | Jimmy Spencer 1        | James Ince                                      |
| Ford      | Peak Fitness Racing                    | 66  | Kevin Lepage 8         | James Ince                                      |
| Ford      | Robert Yates Racing                    | 38  | Elliott Sadler         | Todd Parrott 27 Kevin Buskirk 9                 |
| Ford      | Robert Yates Racing                    | 88  | Dale Jarrett           | Mike Ford 11 Bill Wilburn 16 Todd Parrott 9     |
| Ford      | Roush Racing                           | 6   | Mark Martin            | Pat Tryson                                      |
| Ford      | Roush Racing                           | 16  | Greg Biffle            | Doug Richert                                    |
| Ford      | Roush Racing                           | 17  | Matt Kenseth           | Robbie Reiser                                   |
| Ford      | Roush Racing                           | 97  | Kurt Busch 34          | Jimmy Fennig                                    |
| Ford      | Roush Racing                           | 97  | Kenny Wallace 2        | Jimmy Fennig                                    |
| Ford      | Roush Racing                           | 99  | Carl Edwards           | Bob Osborne                                     |
| Ford      | Wood Brothers Racing                   | 21  | Ricky Rudd             | Michael McSwain                                 |

### Programma limitato
| Auto                 | Team                                   | No. | Piloti            | Capo squadra                                                                                           | Gare |
| -------------------- | -------------------------------------- | --- | ----------------- | --- | ---- |
| Chevrolet            | Braun Racing                           | 08  | Shane Hmiel       | Keith Montgomery                                                                                       | 2    |
| Chevrolet            | McGlynn Racing                         | 08  | Ryan McGlynn      | Keith Montgomery                                                                                       | 1    |
| Chevrolet            | McGlynn Racing                         | 08  | Derrike Cope      | Keith Montgomery                                                                                       | 1    |
| Chevrolet            | Conely Racing                          | 79  | Stan Boyd         | | 2    |
| Chevrolet            | Conely Racing                          | 79  | Derrike Cope      | 1 |      |
| Chevrolet            | Conely Racing                          | 79  | Bryan Reffner     | 1 |      |
| Chevrolet            | Competitive Edge Motorsports           | 51  | Stuart Kirby      | Bob Schacht                                                                                            | 10   |
| Chevrolet            | Competitive Edge Motorsports           | 51  | Bryan Reffner     | Bob Schacht                                                                                            | 1    |
| Chevrolet            | Competitive Edge Motorsports           | 51  | Mike Garvey       | Bob Schacht                                                                                            | 1    |
| Chevrolet            | Dale Earnhardt, Inc.                   | 1   | Martin Truex Jr.  | Pete Rondeau                                                                                           | 7    |
| Chevrolet            | Dale Earnhardt, Inc.                   | 1   | Paul Menard       | Pete Rondeau                                                                                           | 1    |
| Chevrolet            | Furniture Row Racing                   | 78  | Kenny Wallace     | Tim Weiss 1 Joe Garone 1                                                                               | 1    |
| Chevrolet            | Furniture Row Racing                   | 78  | Jerry Robertson   | Tim Weiss 1 Joe Garone 1                                                                               | 1    |
| Chevrolet            | Hendrick Motorsports                   | 44  | Terry Labonte     | Peter Sospenzo                                                                                         | 8    |
| Chevrolet            | MB Sutton Motorsports                  | 36  | Boris Said        | Frank Stoddard                                                                                         | 12   |
| Chevrolet            | Mach 1 Motorsports                     | 34  | Randy LaJoie      | Mike Steurer                                                                                           | 7    |
| Chevrolet            | Mach 1 Motorsports                     | 34  | Steve Portenga    | Mike Steurer                                                                                           | 1    |
| Chevrolet            | Mach 1 Motorsports                     | 34  | Jeff Fuller       | Mike Steurer                                                                                           | 4    |
| Chevrolet            | Mach 1 Motorsports                     | 34  | P. J. Jones       | Mike Steurer                                                                                           | 8    |
| Chevrolet            | Mach 1 Motorsports                     | 34  | Joey McCarthy     | Mike Steurer                                                                                           | 4    |
| Chevrolet            | Mach 1 Motorsports                     | 34  | Ted Christopher   | Mike Steurer                                                                                           | 1    |
| Chevrolet            | Mach 1 Motorsports                     | 34  | Eric McClure (R)  | Mike Steurer                                                                                           | 1    |
| Chevrolet            | Mach 1 Motorsports                     | 34  | Chad Chaffin      | Mike Steurer                                                                                           | 1    |
| Chevrolet            | NEMCO Motorsports                      | 87  | Chris Cook        | Gary Putman                                                                                            | 2    |
| Chevrolet            | Raabe Racing Enterprises               | 73  | Eric McClure (R)  | Tim Brewer                                                                                             | 3    |
| Chevrolet            | Richard Childress Racing               | 33  | Kerry Earnhardt   | Gil Martin                                                                                             | 4    |
| Chevrolet            | Richard Childress Racing               | 33  | Clint Bowyer      | Gil Martin                                                                                             | 1    |
| Chevrolet            | Richard Childress Racing               | 33  | Brian Simo        | Gil Martin                                                                                             | 1    |
| Chevrolet            | Stanton Barrett Motorsports            | 95  | Stanton Barrett   | David Ifft 4 Mike Dayton 3                                                                             | 7    |
| Chevrolet            | S.W.A.T. Racing                        | 55  | Derrike Cope      | | 1    |
| Dodge                | Arnold Motorsports                     | 50  | Jimmy Spencer     | Buddy Sisco                                                                                            | 12   |
| Dodge                | Arnold Motorsports                     | 50  | Jorge Goeters     | Buddy Sisco                                                                                            | 1    |
| Dodge                | Bill Davis Racing                      | 23  | Mike Skinner      | Doug Wolcott                                                                                           | 6    |
| Dodge                | Bill Davis Racing                      | 23  | Johnny Benson     | Doug Wolcott                                                                                           | 1    |
| Dodge                | Bobby Hamilton Racing                  | 04  | Bobby Hamilton    | Danny Rollins                                                                                          | 2    |
| Dodge                | Buddy Sisco Racing                     | 61  | Jeff Fuller       | | 1    |
| Dodge                | Buddy Sisco Racing                     | 61  | Tony Raines       | 1 |      |
| Dodge                | Buddy Sisco Racing                     | 61  | Wayne Anderson    | 2 |      |
| Dodge                | Chip Ganassi Racing with Felix Sabates | 39  | Bill Elliott      | Lee McCall                                                                                             | 1    |
| Dodge                | Chip Ganassi Racing with Felix Sabates | 39  | Scott Pruett      | Lee McCall                                                                                             | 2    |
| Dodge                | Chip Ganassi Racing with Felix Sabates | 39  | David Stremme     | Lee McCall                                                                                             | 4    |
| Dodge                | Chip Ganassi Racing with Felix Sabates | 39  | Reed Sorenson     | Lee McCall                                                                                             | 2    |
| Dodge                | Evernham Motorsports                   | 91  | Bill Elliott      | Chris Andrews                                                                                          | 9    |
| Dodge                | GIC-Mixon Motorsports                  | 93  | Geoff Bodine      | Lee McCall                                                                                             | 1    |
| Dodge                | Phoenix Racing                         | 09  | Johnny Sauter     | Tony Liberati 6 Ralph Wingfield 10 Marc Reno 3 Joe Shear Jr. 1                                         | 18   |
| Dodge                | Phoenix Racing                         | 09  | Bobby Hamilton    | Tony Liberati 6 Ralph Wingfield 10 Marc Reno 3 Joe Shear Jr. 1                                         | 1    |
| Dodge                | Phoenix Racing                         | 09  | Reed Sorenson     | Tony Liberati 6 Ralph Wingfield 10 Marc Reno 3 Joe Shear Jr. 1                                         | 1    |
| Dodge                | Rick Ware Racing                       | 52  | Larry Gunselman   | Rick Ware                                                                                              | 1    |
| Dodge                | Rick Ware Racing                       | 52  | Derrike Cope      | Rick Ware                                                                                              | 2    |
| Dodge                | Rick Ware Racing                       | 52  | José Luis Ramírez | Rick Ware                                                                                              | 1    |
| Dodge                | Rinaldi Racing                         | 75  | Wayne Anderson    | Barry Haefele                                                                                          | 6    |
| Dodge                | Rinaldi Racing                         | 75  | Mike Garvey       | Barry Haefele                                                                                          | 1    |
| Dodge                | Sacks Motorsports                      | 13  | Greg Sacks        | Paul Sacks                                                                                             | 7    |
| Dodge                | Shepherd Racing Ventures               | 89  | Morgan Shepherd   | Troy Kelly                                                                                             | 20   |
| Dodge                | Shepherd Racing Ventures               | 89  | Jason Jarrett     | Troy Kelly                                                                                             | 1    |
| Ford                 | Kirk Shelmerdine Racing                | 27  | Kirk Shelmerdine  | Phil Harris                                                                                            | 12   |
| Ford                 | Kirk Shelmerdine Racing                | 27  | Brad Teague       | Phil Harris                                                                                            | 1    |
| Ford                 | Kirk Shelmerdine Racing                | 27  | Tom Hubert        | Phil Harris                                                                                            | 2    |
| Ford                 | Kirk Shelmerdine Racing                | 27  | Ted Christopher   | Phil Harris                                                                                            | 1    |
| Ford                 | ppc Racing                             | 14  | John Andretti     | Dave Charpentier                                                                                       | 4    |
| Chevrolet Dodge Ford | Michael Waltrip Racing                 | 00  | David Reutimann   | Gere Kennon 5 Dom Turse 20 Ryan McGlynn 1 Jeff Spraker 1 Terry Wooten 1 Dennis Fieble 1 Butch Hylton 1 | 1    |
| Chevrolet Dodge Ford | Michael Waltrip Racing                 | 00  | Johnny Benson     | Gere Kennon 5 Dom Turse 20 Ryan McGlynn 1 Jeff Spraker 1 Terry Wooten 1 Dennis Fieble 1 Butch Hylton 1 | 2    |
| Chevrolet Dodge Ford | Michael Waltrip Racing                 | 00  | Kenny Wallace     | Gere Kennon 5 Dom Turse 20 Ryan McGlynn 1 Jeff Spraker 1 Terry Wooten 1 Dennis Fieble 1 Butch Hylton 1 | 4    |
| Chevrolet Dodge Ford | Bill Davis Racing                      | 00  | Kenny Wallace     | Gere Kennon 5 Dom Turse 20 Ryan McGlynn 1 Jeff Spraker 1 Terry Wooten 1 Dennis Fieble 1 Butch Hylton 1 | 1    |
| Chevrolet Dodge Ford | Mach 1 Motorsports                     | 00  | Mike Skinner      | Gere Kennon 5 Dom Turse 20 Ryan McGlynn 1 Jeff Spraker 1 Terry Wooten 1 Dennis Fieble 1 Butch Hylton 1 | 1    |
| Chevrolet Dodge Ford | McGlynn Racing                         | 00  | Carl Long         | Gere Kennon 5 Dom Turse 20 Ryan McGlynn 1 Jeff Spraker 1 Terry Wooten 1 Dennis Fieble 1 Butch Hylton 1 | 19   |
| Chevrolet Dodge Ford | McGlynn Racing                         | 00  | Derrike Cope      | Gere Kennon 5 Dom Turse 20 Ryan McGlynn 1 Jeff Spraker 1 Terry Wooten 1 Dennis Fieble 1 Butch Hylton 1 | 2    |
| Chevrolet Dodge Ford | McGlynn Racing                         | 80  | Carl Long         | Stan Hover 2 Dom Turse 3 Dennis Fieble 1                                                               | 4    |
| Chevrolet Dodge Ford | Hover Motorsports                      | 80  | Carl Long         | Stan Hover 2 Dom Turse 3 Dennis Fieble 1                                                               | 1    |
| Chevrolet Dodge Ford | Hover Motorsports                      | 80  | Andy Belmont      | Stan Hover 2 Dom Turse 3 Dennis Fieble 1                                                               | 1    |
| Chevrolet Dodge Ford | Joe Gibbs Racing                       | 80  | J. J. Yeley       | Stan Hover 2 Dom Turse 3 Dennis Fieble 1                                                               | 1    |
| Dodge Ford           | Ash Motorsports                        | 02  | Brandon Ash       | Ed Ash                                                                                                 | 4    |

## Calendario
|                            | Budweiser Shootout                     | Daytona International Speedway, Daytona Beach | 12 febbraio  |
|                            | Gatorade Duel                          | Daytona International Speedway, Daytona Beach | 17 febbraio  |
| 1                          | Daytona 500                            | Daytona International Speedway, Daytona Beach | 20 febbraio  |
| 2                          | Auto Club 500                          | California Speedway, Fontana                  | 27 febbraio  |
| 3                          | UAW-DaimlerChrysler 400                | Las Vegas Motor Speedway, Las Vegas, Nevada   | 13 marzo     |
| 4                          | Golden Corral 500                      | Atlanta Motor Speedway, Hampton               | 20 marzo     |
| 5                          | Food City 500                          | Bristol Motor Speedway, Bristol               | 3 aprile     |
| 6                          | Advance Auto Parts 500                 | Martinsville Speedway, Ridgeway               | 10 aprile    |
| 7                          | Samsung/Radio Shack 500                | Texas Motor Speedway, Fort Worth              | 17 aprile    |
| 8                          | Subway Fresh 500                       | Phoenix Raceway, Phoenix                      | 23 aprile    |
| 9                          | Aaron's 499                            | Talladega Superspeedway, Talladega            | 1º maggio    |
| 10                         | Dodge Charger 500                      | Darlington Raceway, Darlington                | 7 maggio     |
| 11                         | Chevy American Revolution 400          | Richmond International Raceway, Richmond      | 14 maggio    |
|                            | Nextel Open                            | Lowe's Motor Speedway, Concord                | 21 maggio    |
|                            | Nextel All-Star Challenge              | Lowe's Motor Speedway, Concord                | 21 maggio    |
| 12                         | Coca-Cola 600                          | Lowe's Motor Speedway, Concord                | 29 maggio    |
| 13                         | MBNA RacePoints 400                    | Dover International Speedway, Dover           | 5 giugno     |
| 14                         | Pocono 500                             | Pocono Raceway, Long Pond                     | 12 giugno    |
| 15                         | Batman Begins 400                      | Michigan International Speedway, Brooklyn     | 19 giugno    |
| 16                         | Dodge/Save Mart 350                    | Infineon Raceway, Sonoma                      | 26 giugno    |
| 17                         | Pepsi 400                              | Daytona International Speedway, Daytona Beach | 2 luglio     |
| 18                         | USG Sheetrock 400                      | Chicagoland Speedway, Joliet                  | 10 luglio    |
| 19                         | New England 300                        | New Hampshire Motor Speedway, Loudon          | 17 luglio    |
| 20                         | Pennsylvania 500                       | Pocono Raceway, Long Pond                     | 24 luglio    |
| 21                         | Allstate 400 at the Brickyard          | Indianapolis Motor Speedway, Speedway         | 7 agosto     |
| 22                         | Sirius Satellite Radio at The Glen     | Watkins Glen International, Watkins Glen      | 14 agosto    |
| 23                         | GFS Marketplace 400                    | Michigan International Speedway, Brooklyn     | 21 agosto    |
| 24                         | Sharpie 500                            | Bristol Motor Speedway, Bristol               | 27 agosto    |
| 25                         | Sony HD 500                            | California Speedway, Fontana                  | 4 settembre  |
| 26                         | Chevy Rock & Roll 400                  | Richmond International Raceway, Richmond      | 10 settembre |
| Chase for the Championship |                                        |                                               |              |
| 27                         | Sylvania 300                           | New Hampshire Motor Speedway, Loudon          | 18 settembre |
| 28                         | MBNA NASCAR RacePoints 400             | Dover International Speedway, Dover           | 25 settembre |
| 29                         | UAW-Ford 500                           | Talladega Superspeedway, Talladega            | 2 ottobre    |
| 30                         | Banquet 400 presented by ConAgra Foods | Kansas Speedway, Kansas City                  | 9 ottobre    |
| 31                         | UAW-GM Quality 500                     | Lowe's Motor Speedway, Concord                | 15 ottobre   |
| 32                         | Subway 500                             | Martinsville Speedway, Ridgeway               | 23 ottobre   |
| 33                         | Bass Pro Shops MBNA 500                | Atlanta Motor Speedway, Hampton               | 30 ottobre   |
| 34                         | Dickies 500                            | Texas Motor Speedway, Fort Worth              | 6 novembre   |
| 35                         | Checker Auto Parts 500                 | Phoenix Raceway, Phoenix                      | 13 novembre  |
| 36                         | Ford 400                               | Homestead-Miami Speedway, Homestead           | 20 novembre  |